# Kappa d'Aquari
Kappa d'Aquari (κ Aquarii) és una estrella binària de la constel·lació d'Aquari, l'aiguader. És coneguda també amb el nom tradicional de Situla, que deriva del Llatí i que significa "gerra d'aigua".
La component primària, Kappa d'Aquari A, té una temperatura de superfície de 4550 K i està classificada com a estrella gegant taronja del tipus K de la magnitud aparent +5,04. La seva companya, Kappa d'Aquari B, està localitzada a 98,3 segons d'arc i és de la magnitud aparent +8,8. Situla està a 234 anys llum de la Terra.